# Cephalotes pellans

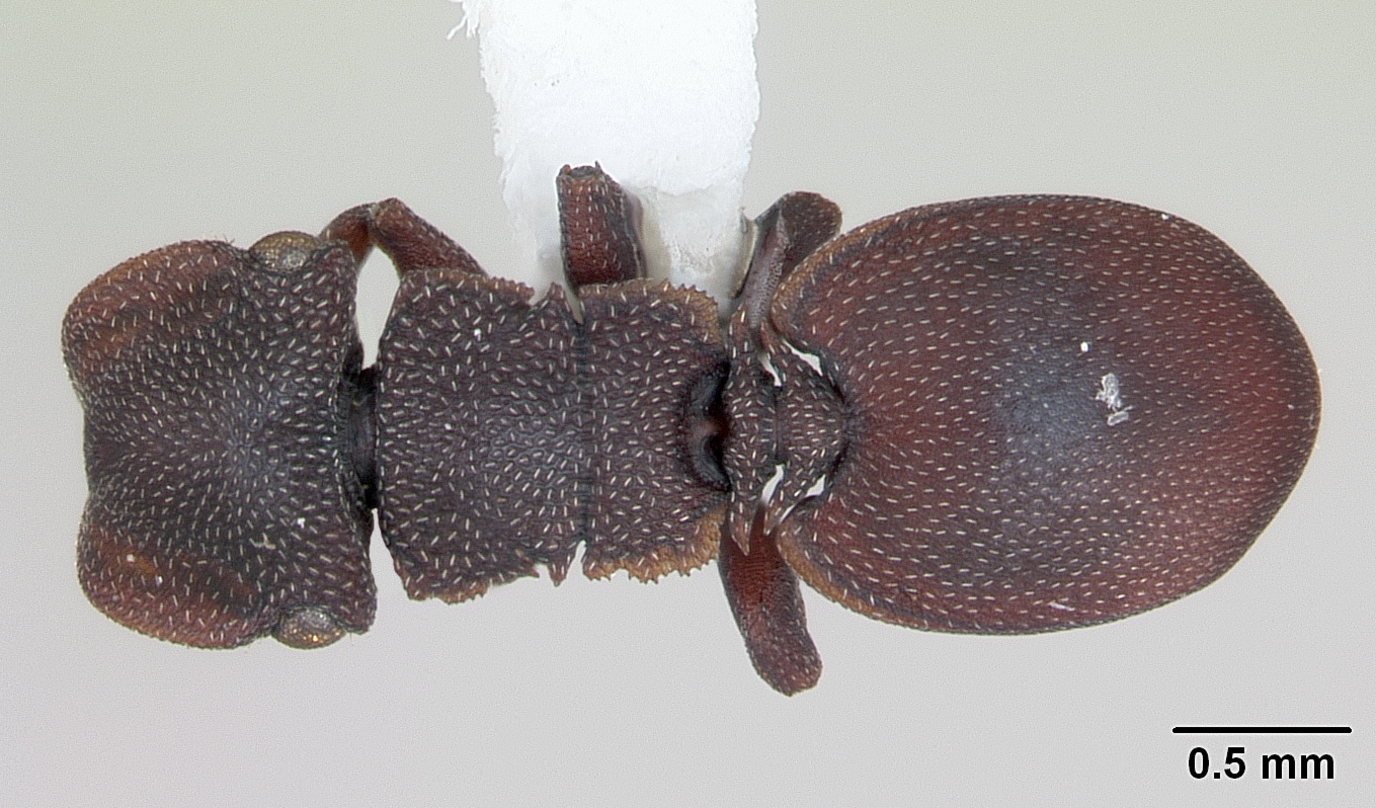
Cephalotes pellans (vue dorsale)

Espèce
Cephalotes pellans est une espèce de fourmis arboricoles, de la sous-famille des Myrmicinae,.

## Distribution

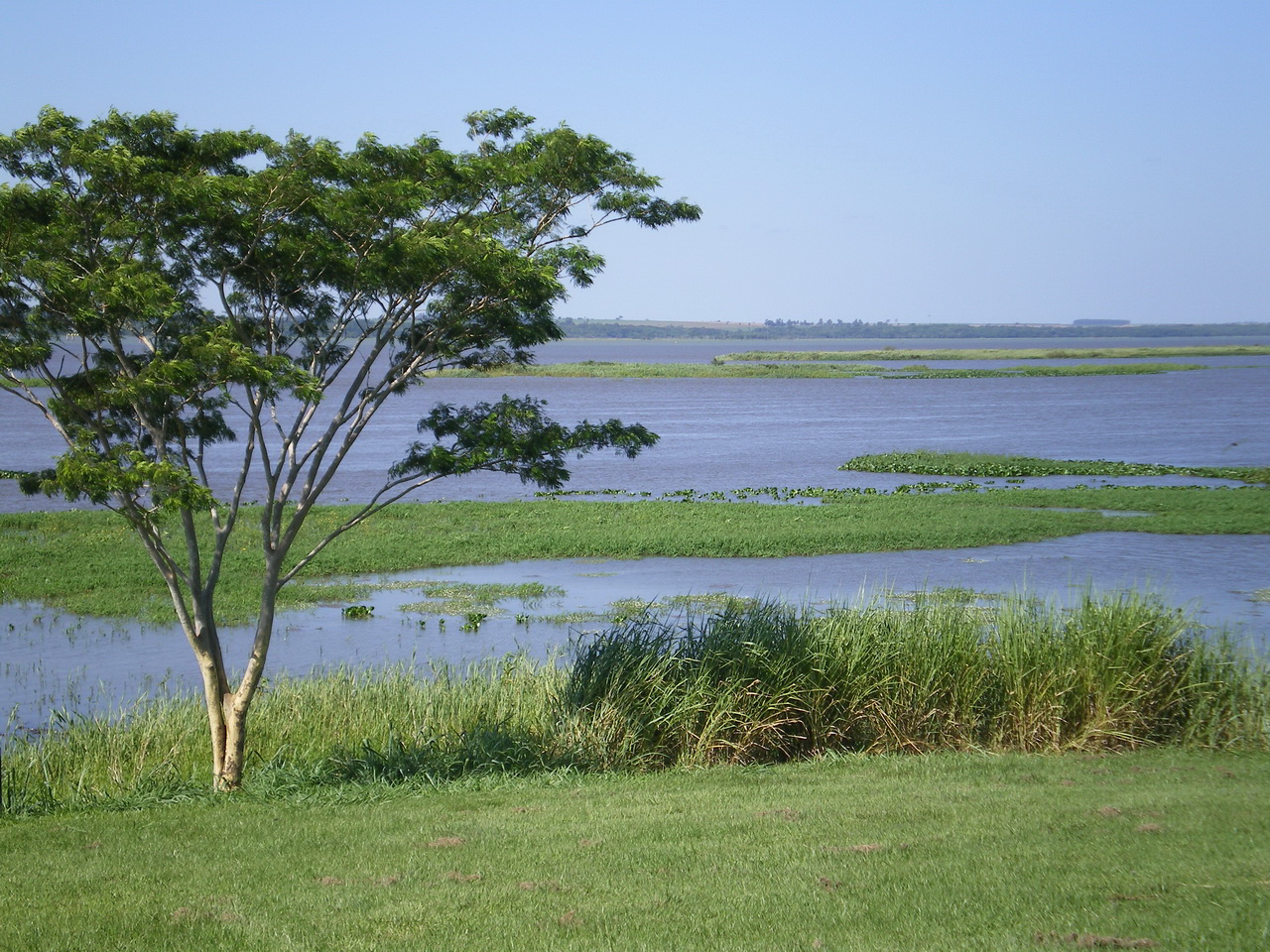
Zone humide de la réserve naturelle de Mbaracayu (Paraguay) où fut découverte l'espèce.

Cette espèce est endémique de la moitié nord de l'Amérique du Sud; elle fut observée depuis le département colombien de Magdalena au nord jusqu'au Paraguay au sud, en passant par l'Amazonie brésilienne et la Bolivie.

### Découverte

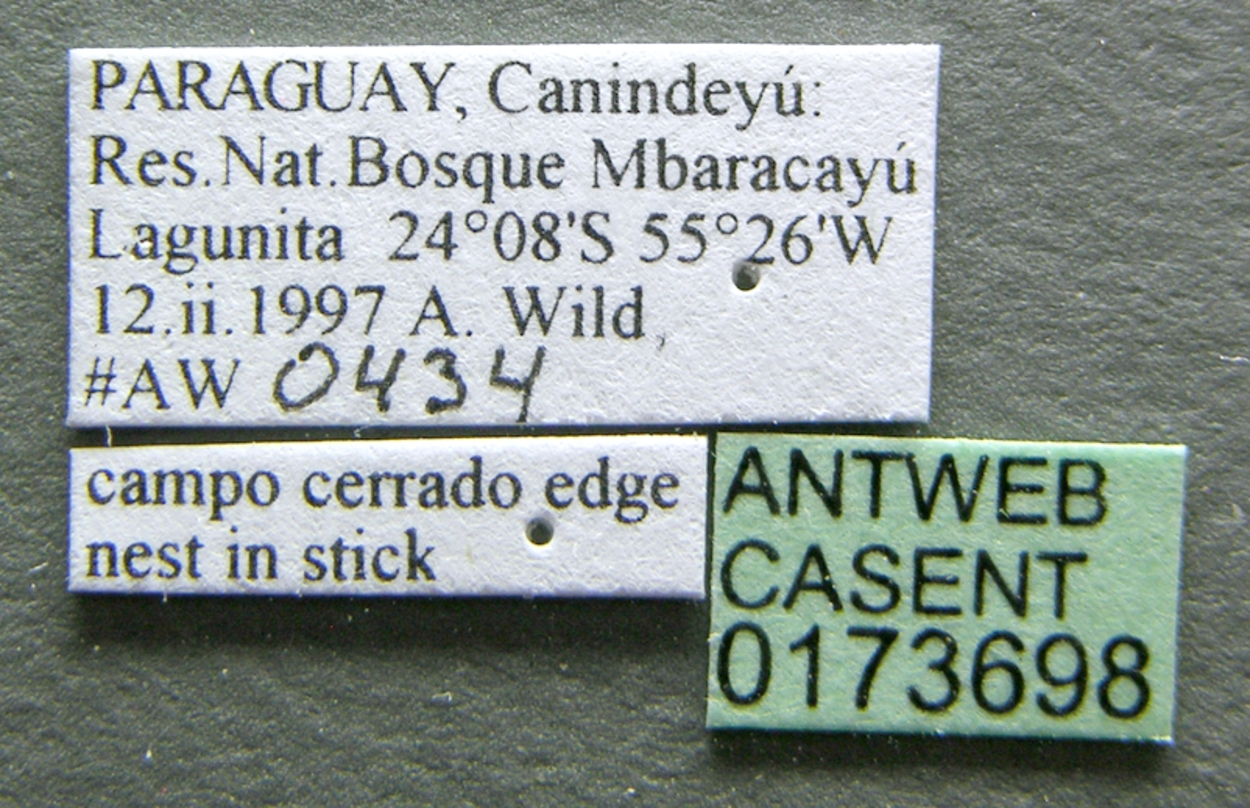
Note sur une des premières C. pellans répertoriées

Elle fut découverte dans la réserve naturelle du bois Mbaracayu, au nord-est du Paraguay.

## Description
Comme les autres espèces du genre Cephalotes, Cephalotes pellans se caractérise par l'existence de soldats spécialisés dotés d'une tête surdimensionnée et plate ainsi que des pattes plus plates et plus larges que leurs cousines terrestres. 
Elle fut décrite et classifiée par l'entomologiste brésilienne Maria Lourdes de Andrade (d) en 1999, qui lui donna son nom actuel.

## Étymologie
- Cephalotes : « de la tête », « avec une tête développée »[6]

- Le terme pellans est une anagramme de pallens, espèce avec laquelle pellans avait d'abord été confondue[7]. Le terme fut rectifié en 1999 par De Andrade.

## Publication originale
Maria L. de Andrade & Cesare Baroni Urbani Basel, « Diversity and Adaptation in the Ant Genus Cephalotes Past and Present (Hymenoptera, Formicidae) », Staatliches Museum für Naturkunde, 1999, 899 pages (Lire en ligne).

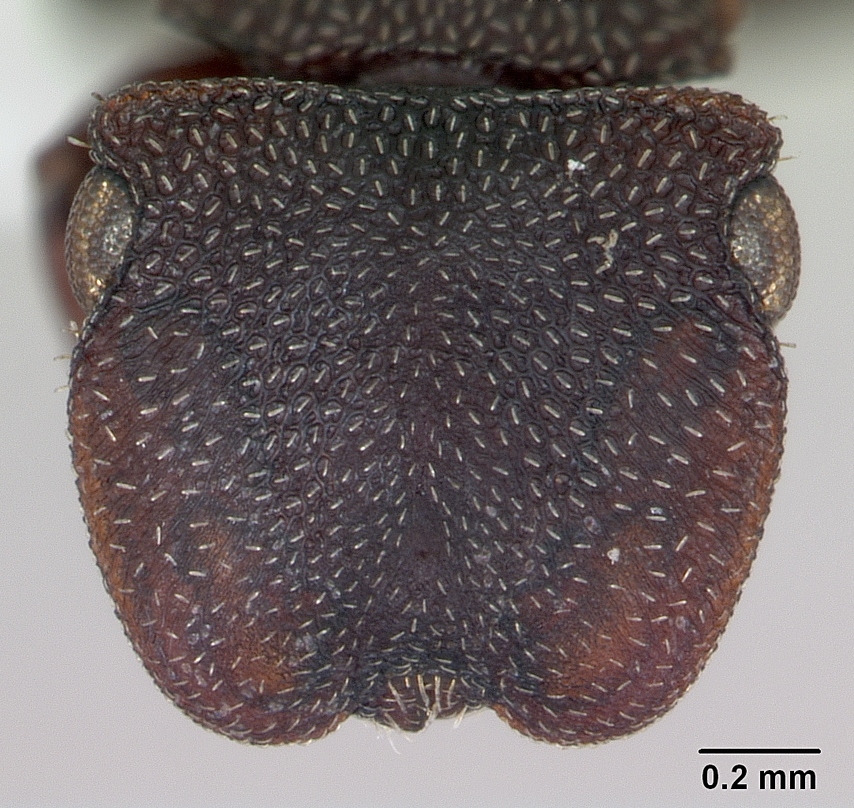
Tête
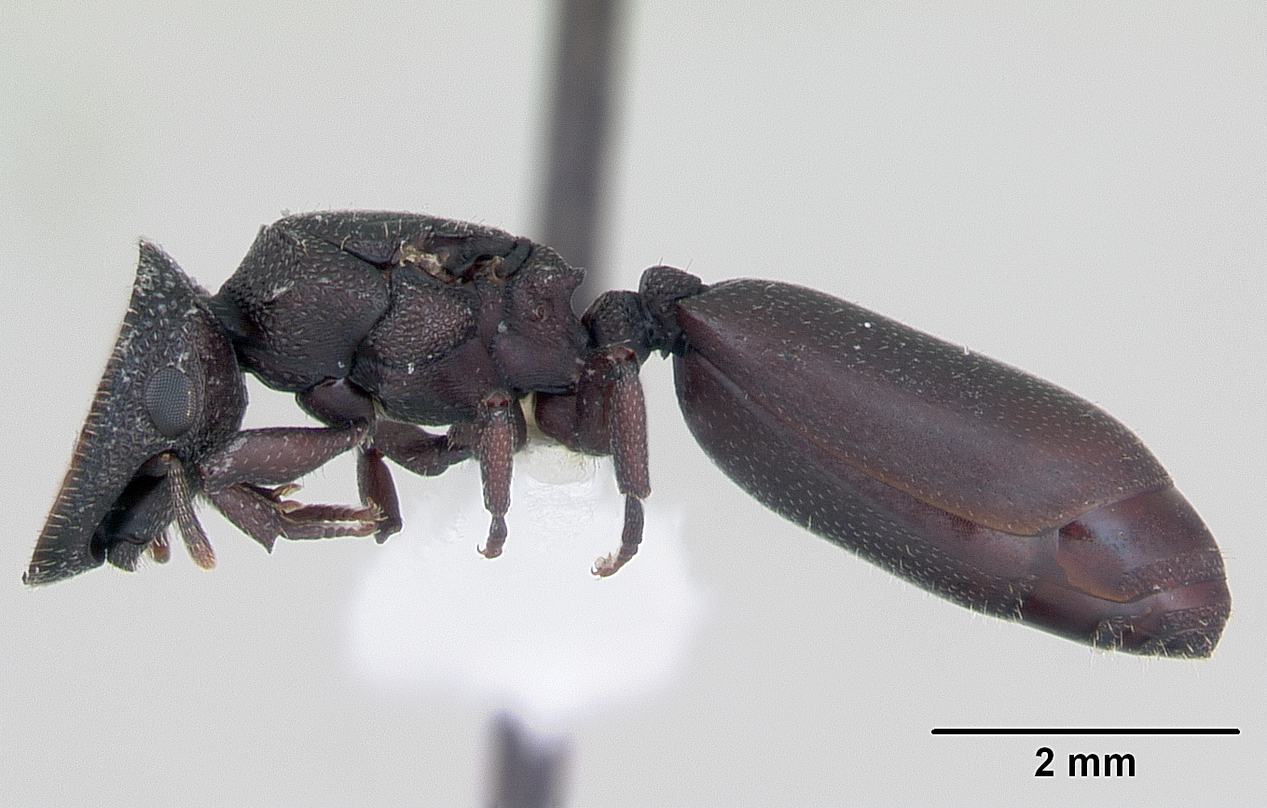
Profil